# پک یول
پک یول (انگلیسی: Pak Yol; ۳ فوریهٔ ۱۹۰۲ – ۱۷ ژانویهٔ ۱۹۷۴) یک آنارشیست کره ای و فعال جنبش استقلال کره بود که به جرم خیانت و توطئه برای حمله به خانه دودمان یاماتو محکوم شد.